# Palestrina
|  | Aquest article tracta sobre la localitat italiana. Vegeu-ne altres significats a «Palestrina (desambiguació)». |

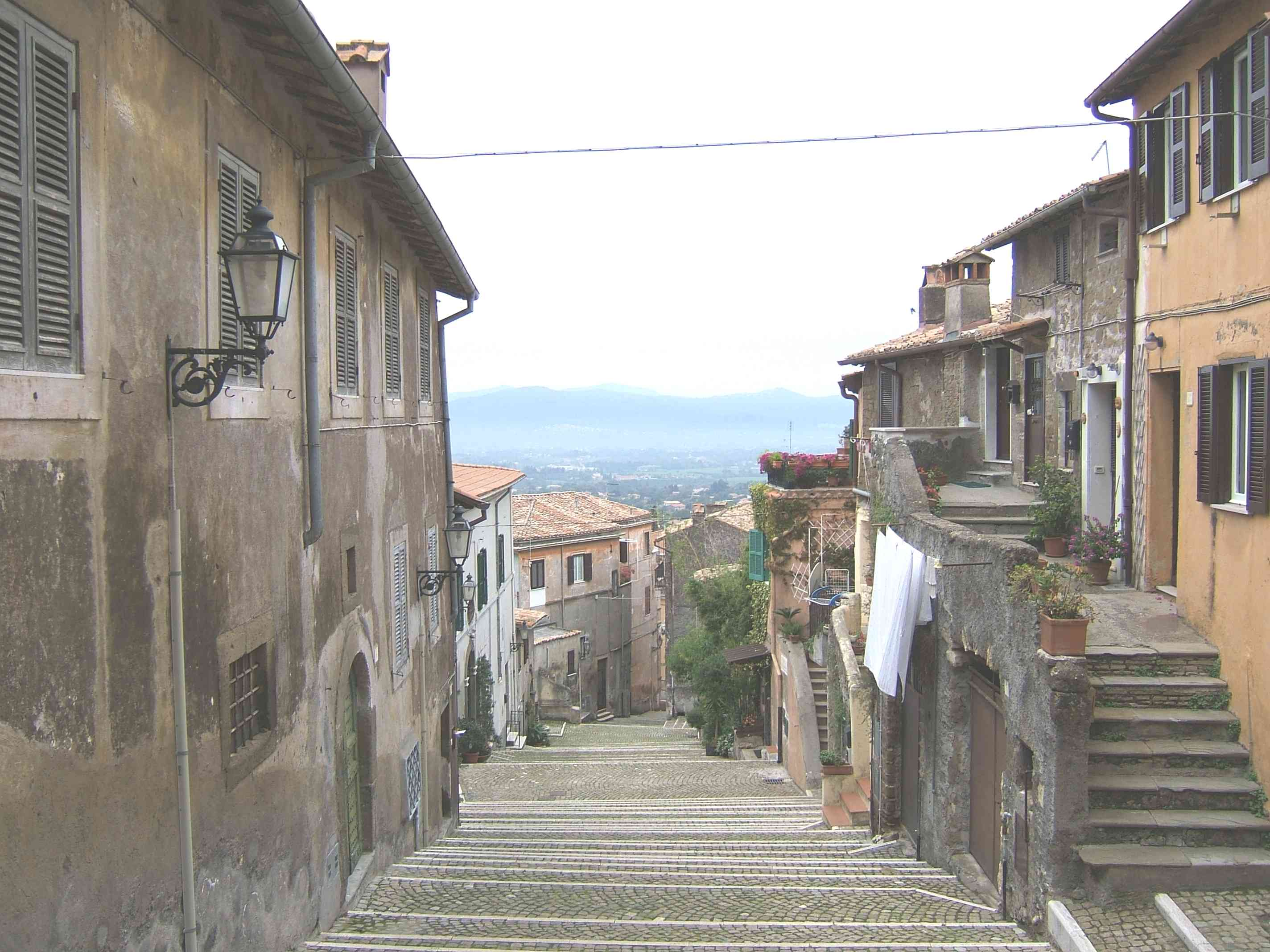
Carrer del poble

Palestrina és un municipi de 18.012 habitants de la ciutat metropolitana de Roma Capital, al Laci (Itàlia). Correspon a l'antiga Praeneste romana.
És la ciutat nadiua de l'escriptor romà del segle iii Claudi Elià i del gran compositor del segle xvi Giovanni Pierluigi da Palestrina.

## Situació

### Geografia
Palestrina es troba en els vessants de la muntanya Ginestro, un cim de la serralada Prenestini, entre les conques dels rius Lot i Aniene. El districte és d'orografia heterogènia, ja que passa de 600 metres sobre el nivell del mar a la zona de Scacciati, fins als 300 m.s.n.m. a la part més baixa de la vall.

### Localitats veïnes
Palestrina limita amb els següents municipis: Artena, Castel San Pietro Romano, Cave, Gallicano nel Lazio, Labico, Rocca di Cave, Rocca Priora, Roma, San Cesareo, Valmontone, Zagarolo

## Organització

Posició de Palestrina dins la província de Roma

Té dues subdivisions administratives o pedanies: Carchitti i Valvarino, separades entre elles prop d'un quilòmetre, i connectades amb el centre de la ciutat amb la carretera SP57/a, aquest tram de carretera es coneix amb el nom de "via degli Olmi", pels arbres que hi ha:
- Carchitti, té 1.753 habitants i és la més populosa. Situada a redós dels turons anomenats Colli Albani i en la proximitat de l'autovia A-1.
- Valvarino, sorgeix a la vora de la carretera estatal 6 (Via Casilina), en les proximitats de la Vall Varina, i té uns 420 habitants. En aquesta zona està situada l'estació de ferrocarril, que pertany a la línia Roma-Cassino-Napoli, la qual va ser tancada els anys 1970.
- Altres barris del municipi són: Colle del Vescovo, Colle dell'Oro, Colle Doddo, Fontanavazza, Muracciola, Quadrelle, Sterpara i Torre.

## Història

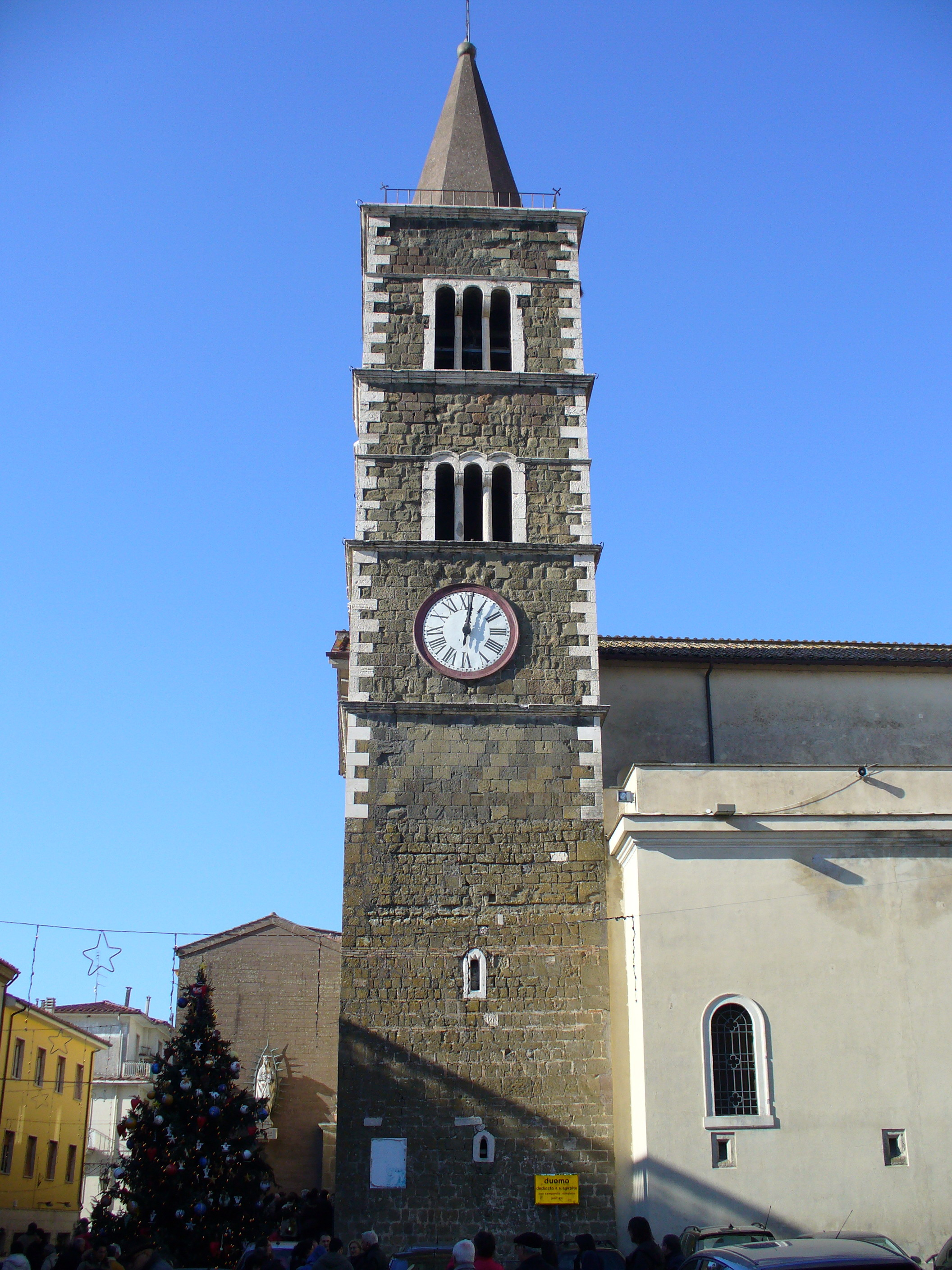
Campanar de l'església de Sant'Agapito

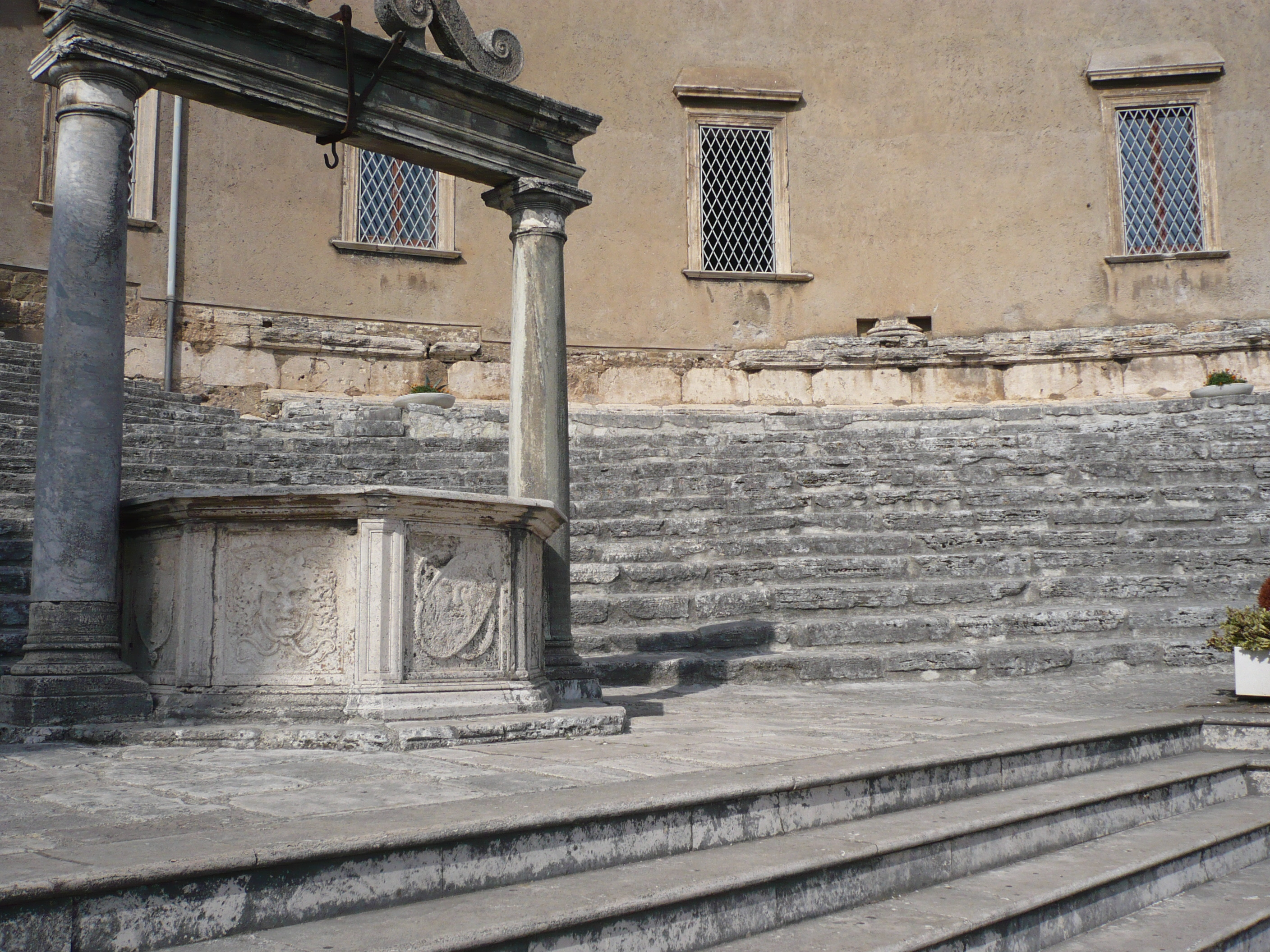
Pou i cavea del Santuari de Fortuna

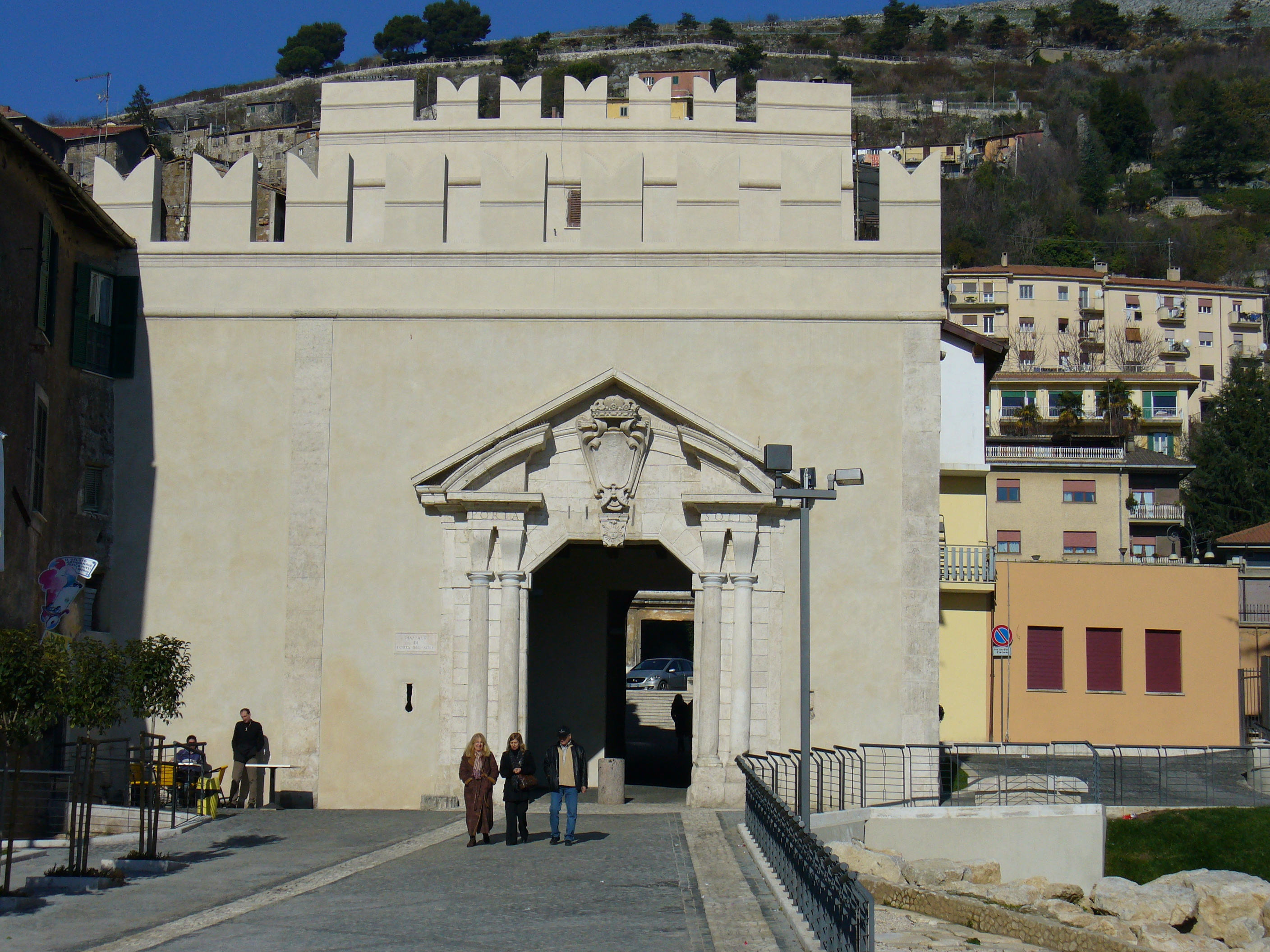
Porta del Sol

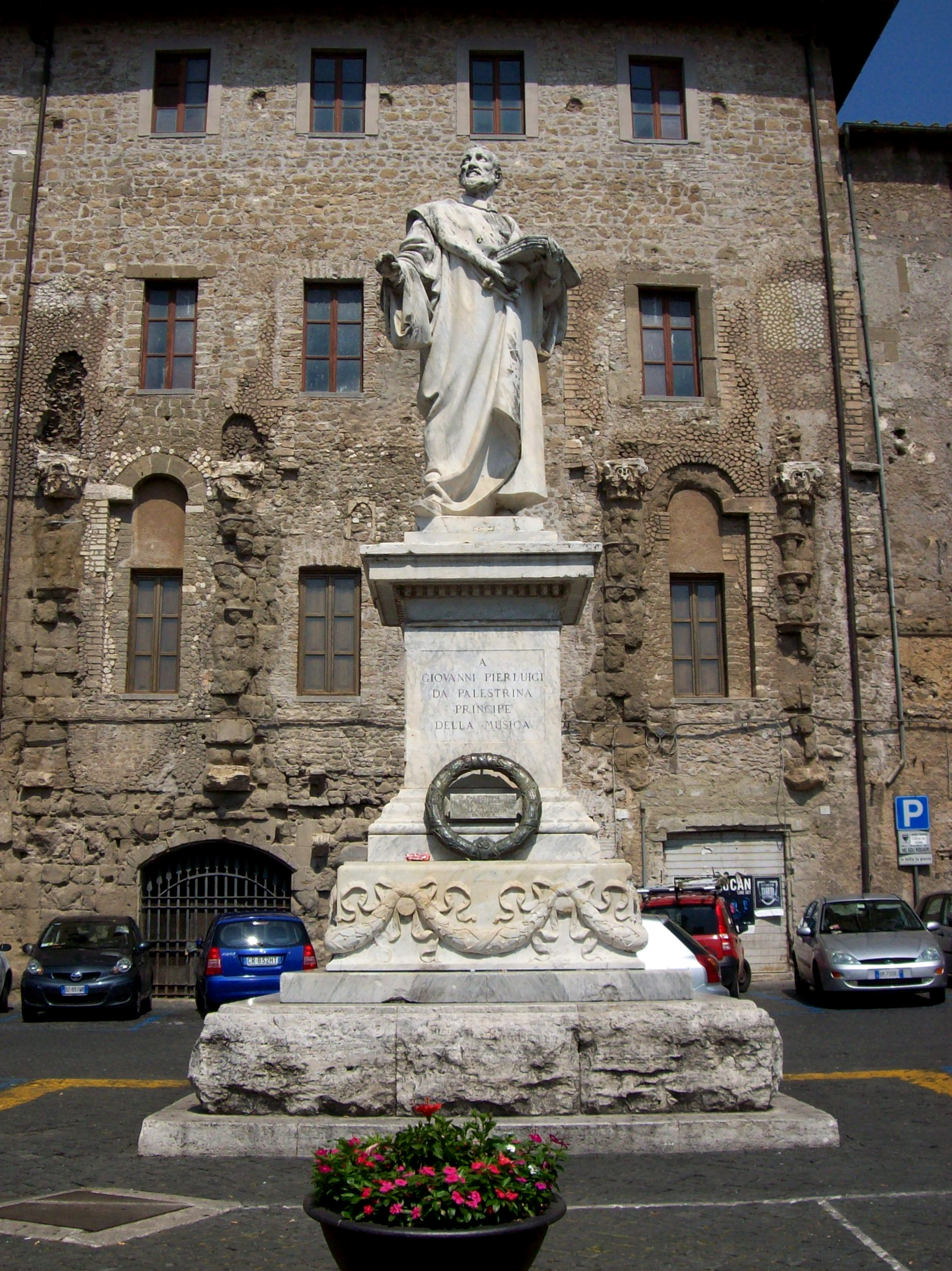
Estàtua dedicada a Giovanni Pierluigi da Palestrina

L'actual Palestrina està construïda sobre l'antiga Praeneste, famosa ciutat del Laci pel seu santuari dedicat a la deessa Fortuna Primigenia, datada segons els estudis més recents en les últimes dècades del segle ii aC.
Les troballes arqueològiques més antigues indiquen que l'indret ja havia estat habitat al segle viii aC, poc abans que Itàlia comencés a rebre influències d'altres pobles de l'est del mediterrani.
Hi ha nombroses llegendes que narren la seva fundació. Estrabó citava com a fundador a dos possibles candidats: Telègon, un dels fills d'Odisseu, engendrat amb Circe; o potser Prainestos ("el de les moltes corones"), nebot d'Ulises i fill del rei del Laci. Però segons Virgili la fundació de Palestrina seria deguda a Ceculo, suposat fill del déu Vulcà que hauria quedat cec per haver-se ficat a prop d'alguns incendis.
Roma va conquerir la ciutat amb l'ajut dels seus aliats de la lliga llatina, tot i que Palestrina havia oposat una forta resistència, fins i tot arribant a cercar suport en els gals. El domini de la ciutat era desitjat per ser un enclavament estratègicament important de la vall del Sacco, un lloc de pas obligat entre el Laci i la Itàlia meridional.
Senyals de l'antic floriment de la ciutat eren: el seu fòrum, la monumentalitat del santuari i oracle dedicat Fortuna Primigenia. Aquest temple és una de les obres mestres de l'arquitectura romana de l'època republicana, amb unes terrasses panoràmiques d'influència hel·lenística, però realitzat aprofitant la tècnica italiana del ciment.
L'any 90 aC la ciutat va obtenir la ciutadania romana. Amb la guerra civil del 82 aC, els palestrins van pendre part per Gai Mari el Jove on hi va morir durant un setge.Luci Corneli Sul·la va fer exterminar tots els ciutadans mascles i hi va instal·lar una colònia militar. Algunes inscripcions trobades són testimoni de l'esdeveniment.
Palestrina també va ser un dels llocs d'estiueig preferits de l'emperador August juntament amb Lanúvium i Tibur.
A partir de l'edat mitjana va ser la seu d'una diòcesi suburbicana. Van adoptar com a patró a sant Agapito màrtir. El seu bisbe era un dels cardenals al servei del Papa. Quan la Família Colonna va prendre possessió de la ciutat, va involucrar els seus habitants en les disputes contra el papat, portant desastroses conseqüències.
Al segle xvi va néixer el compositor Giovanni Pierluigi qui, amb el seu saber va fer famós el nom de la ciutat, adoptat com a cognom.
A partir de finals del segle xix, a causa d'una carestia que va colpir els pobles de muntanya, un grup de camperols procedents de Capranica Prenestina es van establir a Palestrina, formant el que avui dia és la barriada de Carchitti, on es van dediacar al conreu de les maduixes. Des del 1969 se celebra cada any a Carchitti la Fira de la maduixa.
El 1849, durant la unificació italiana, el tinent Luigi Cucelli es va destacar a Palestrina donant suport la retirada de Roma de Giuseppe Garibaldi, en fallar el seu projecte republicà.
El 1944 la vella ciutat va ser destruïda pels bombardejos, però la destrucció dels edificis va treure a la llum l'antic santuari republicà i altres construccions que estaven amagades a baix dels edificis en ús. En l'actualitat continuen fent-se estudis arqueològics.

## Monuments i llocs d'interès

### Arquitectura religiosa
- Catedral de Sant'Agapito màrtir
- Església de Santa Rosalia
- Església i convent de Sant Francesc
- Església de Sant Antoni Abat
- Església de la Santa Creu
- Església de Santa LLúcia
- Església de Santa Maria in villa
- Església de Santa Maria de l'àguila
- Església de Sant Joan Baptista
- Església de Sant Egidi
- Església de Sant Geroni
- Museu Diocesà Prenestí d'Art Sacra(Palau Bisbal)
- Església de la Santíssima Anunciació
- Església de la Sagrada Família
- Església de la Mare de Déu de la Gràcia
- Església del Beat Joan Pau II
- Església de la Mare de Déu de la Restauració

### Arquitectura civil
- Palau Colonna Barberini
- Casa de Giovanni Pierluigi de Palestrina
- Palazzo Verzetti
- El Triangolo: pavelló de caça de la família Barberini
- La Villa Torresina

### Altres
- Porta del Sol
- Porta Sant Cesareo
- Porta Sant Martí
- Porta de les Monges
- Estàtua de Giovanni Pierluigi da Palestrina, obra de l'escultor Arnaldo Zocchi
- Monument als Caiguts, obra de l'escultor Vincenzo Parisi, amb corona en bronze de l'escultor prenestí Francesco Coccia
- Font del Pupazzo
- Font del Borgo
- Font Ceciliana
- Parc Barberini
- Parc Giacomo Matteotti
- Antic escorxador comunal

### Jaciments arqueològics

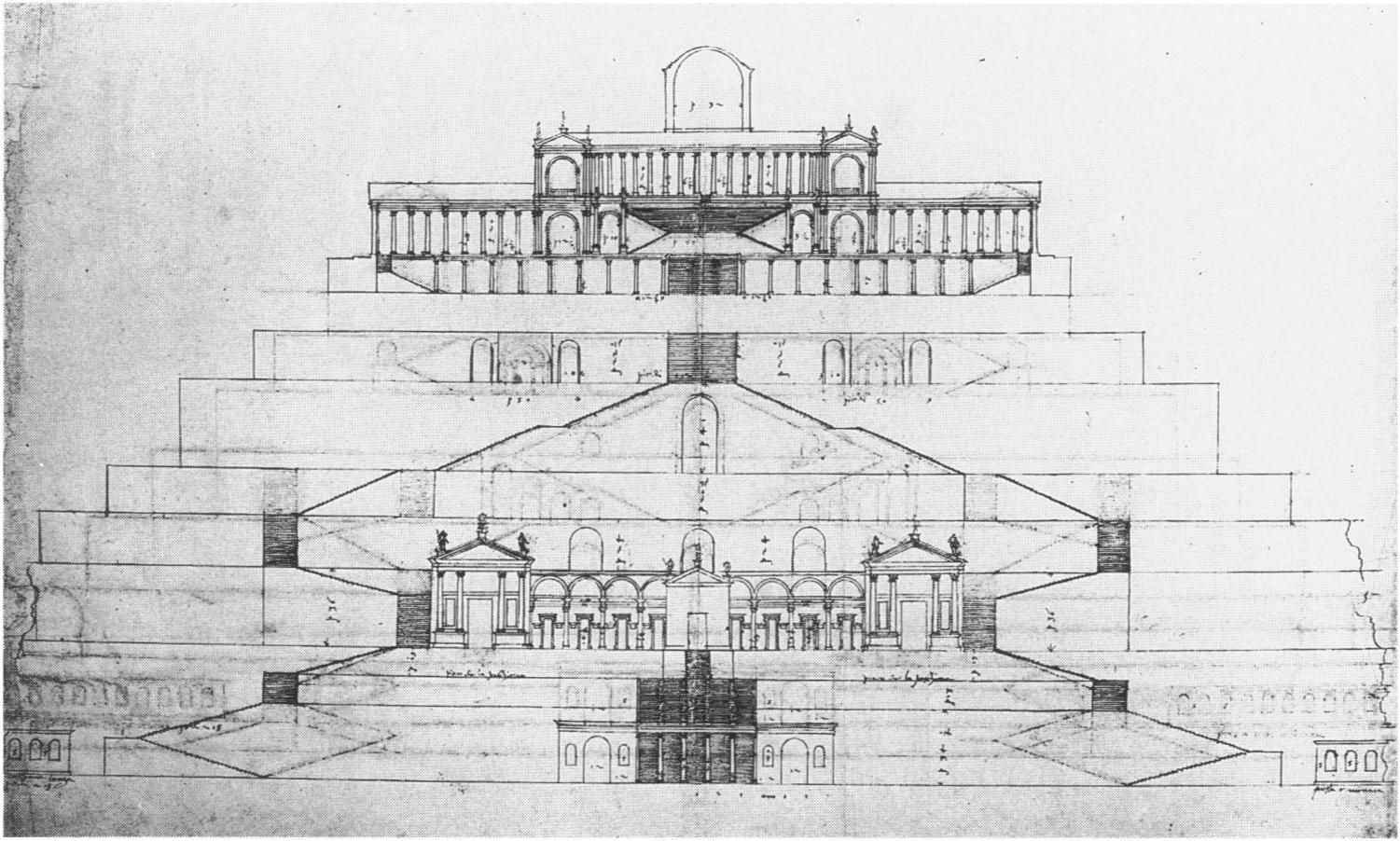
Andrea Palladio, Vista reconstructiva del temple de Fortuna Primigenia a Palestrina

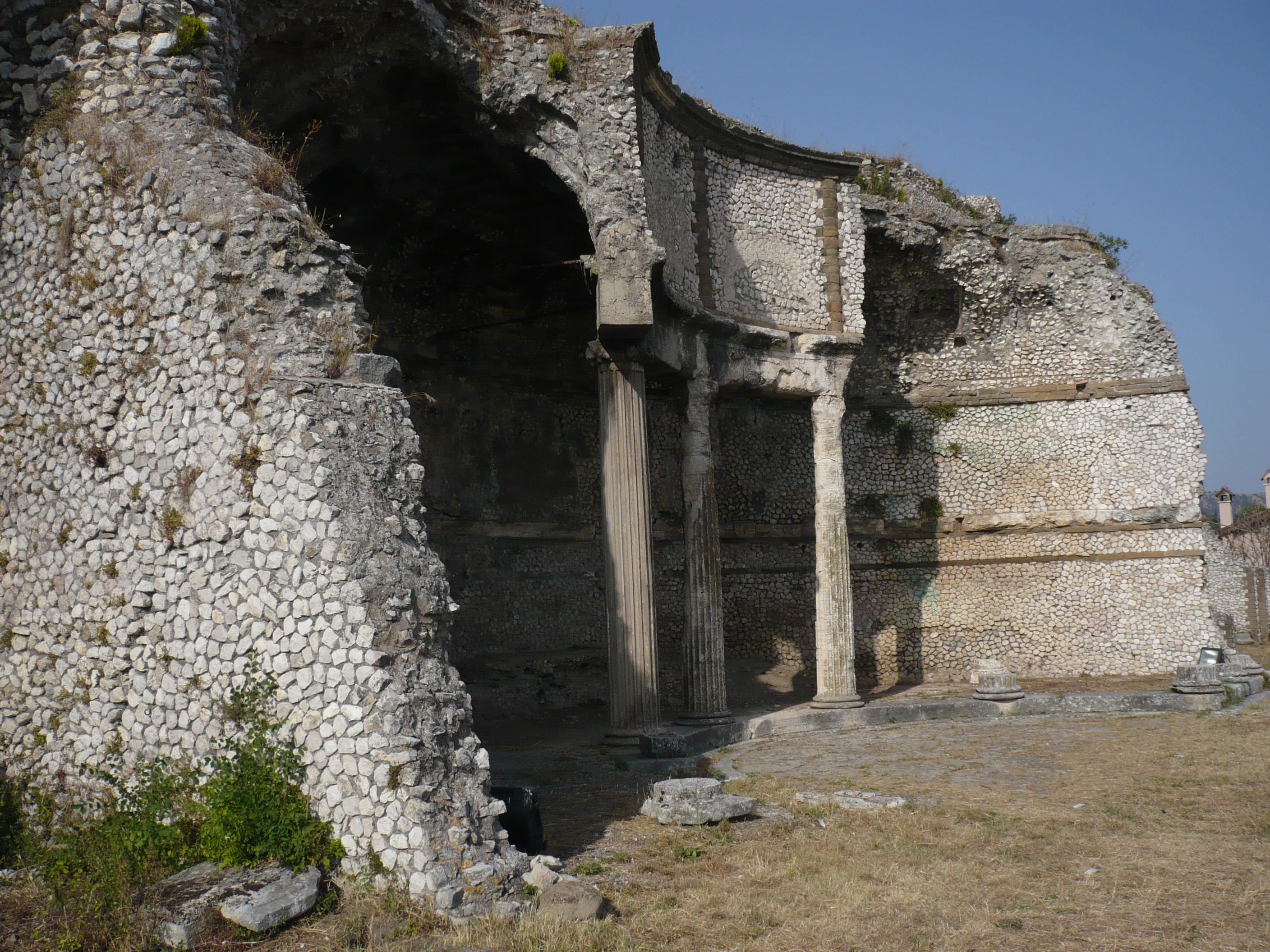
Santuari de Fortuna Primigenia, vista de l'emicicle

- Complex monumental Villa d'Adrià al costat del cementiri municipal.
- Fòrum civil de Preneste: Area Sacra, Cau del Fats, Tresor Romà[3]
- El Santuari de Fortuna Primigènia:

El temple s'articula en una sèrie de terrasses artificials col·locades sobre el pendent rocallós. Sobre la "Terrassa dels semicercles", just al davant de l'exedra, s'hi conserva un pou que ha estat identificat com un en el qual, segons Ciceró, el noble Numerius Sufficio hauria trobat el sorti (destí), unes taules de fusta on estava dibuixat el futur.
Probablement l'oracle estaria acompanyat d'una dona, que es mantindria amagada a l'ombra del pou. Un nen era ficat a l'interior del pou, el qual tan aviat sentia la resposta, sortia i escrivia o dibuixava la resposta que havia sentit sobre la tauleta de fusta coneguda amb el nom de sorti.

### Àrees naturals
- Vall de la Cannucceta, biotip d'àrea protegida, font de matèries primeres emprades en obres romanes i renaixentistes.

## Societat

### Evolució demogràfica
Segons les fonts estadístiques dels darrers anys, Palestrina ha anant augmentant en població de forma progressiva, passant dels 5.979 habitants el 1871 als 20.498 censats l'any 2011.

### Llengües i dialectes
Al municipi de Palestrina es parla el dialecte palestrinès, que és estructuralment semblant al que es parla a Roma però amb algunes diferència en algunes paraules, ús dels temps verbals i construcció gramatical. Un exemplo:
| Italià standard | Variant de Roma | Variant de Palestrina |
| --------------- | --------------- | --------------------- |
| Il lupo         | Er lupo         | Lo lope               |
| Ci sono andato  | Ce so 'nnato    | Ce 'sò ìto            |
| Il bambino      | Er regazzino    | Lo bardasso           |

### Estrangers residents
Segons les dades estadístiques del ISTAT a 31 desembre del 2010 la població de residents estrangers era des 2.291 persones. La nacionalitat més representativa segons el percentatge sobre el total de la població eren:
Romania 1.471 (6,9%)
Albània 288 (1,3%)

### Institucions i associacions
L'hospital cívic "Esposos Bernardini".

### Festes i Tradicions
- Festival de Giglietto: Celebrat el primer cap de setmana d'agost a Monti-Prenestini. Hi ha degustacions de cuina local, concerts i mercat d'artesania.
- Festa patronal en honor de sant'Agapito (18 agost). Amb competicions de palio, durant el qual quatre participants prenen el nom de les antigues portes de la ciutat i s'enfronten en diverses proves, la més important és la nomenada "giostra della scifa", En aquesta prova es tracta d'enfilar una asta en una anella, mentre s'està muntat a cavall i prendre-la al vol. Es fa a més una processó pels carrers de la ciutat amb les relíquies del sant.
- Festa de Sant Antoni Abat: Celebrada el 17 de gener amb una desfilada de carros, animals i màquines de treball agrícola.
- El Focaraccio(foguerada) de Sant Josep: El 19 de març.
- Festa de la Mare de Déu del Carme: Celebrat amb una gran processó el diumenge més proper al 16 de juliol.
- Festa de la Mare de Déu del Roser: Celebrat amb una processó el primer diumenge d'octubre.

## Música

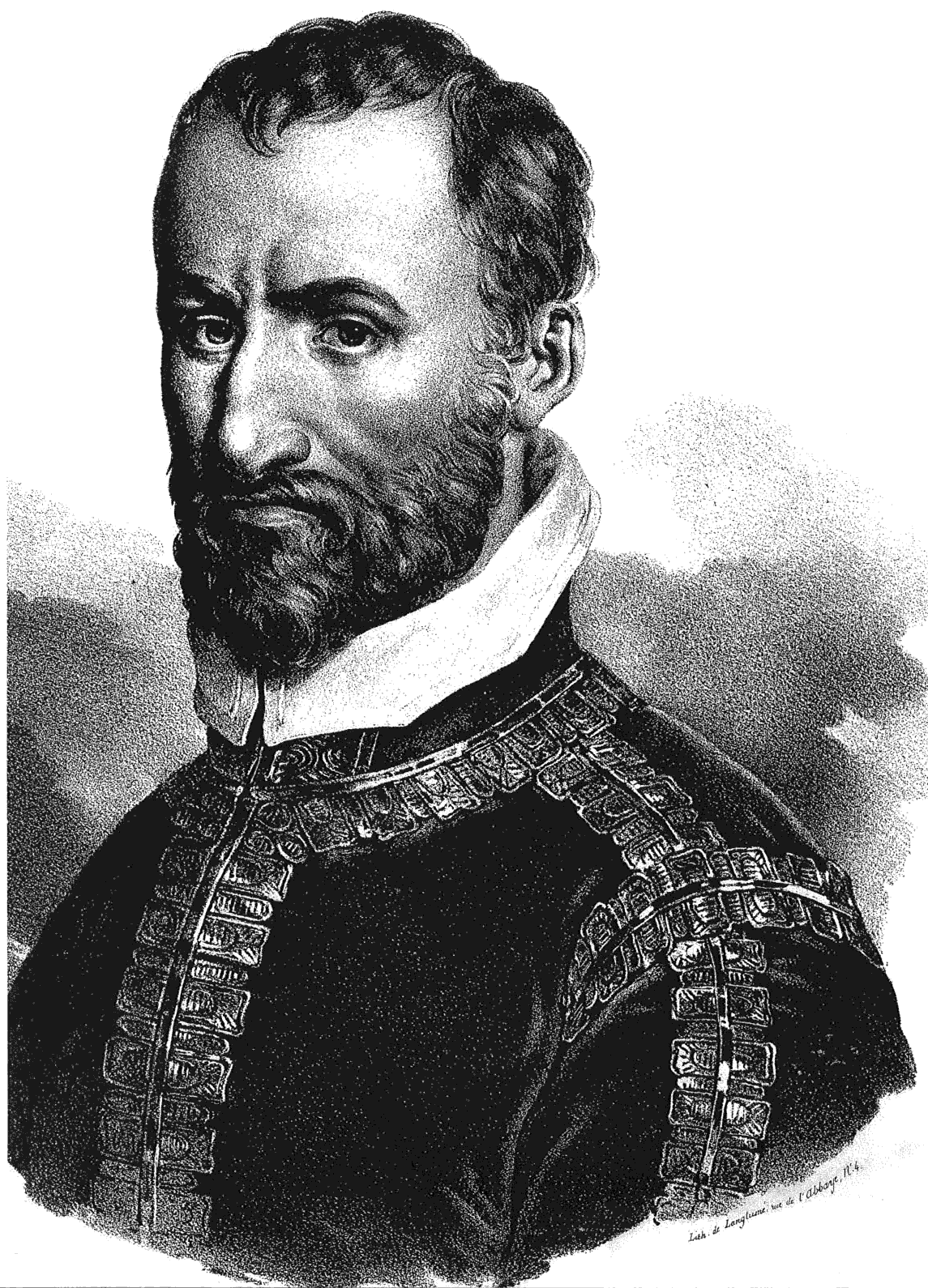
Giovanni Pierluigi de Palestrina

La ciutat de Palestrina té una gran vocació musical: a més de ser el lloc de naixement del famós compositor Giovanni Pierluigi da Palestrina, és des del 2008, lloc de celebració del Festival Internacional de Polifonia i Música Antiga.
Hi ha una escola d'ensenyaments de grau mitjà que va ser la primera d'Itàlia en acollir el projecte de "Scuola Media ad indirizzo musicale", amb cusos curriculars de flauta travessera, guitarra, violí i piano.
Les cerimònies religioses d'importància diocesana són animats per la coral de la Diòcesi de Palestrina.
Les cerimònies civils són acompanyades per l'Associació Musical Bandística "Giovanni Pierluigi da Palestrina", que des del 1824 compagina la seva activitat concertística amb les activitats d'ensenyament a la pròpia l'Ecola Musical, i promovent l'estudi i l'exercici de la música.
Hi ha nombroses institucions de música coral:
- Coral polifònica Città del Palestrina
- Coral polifònica Praenestine Voces
- Coral parroquial de la Sagrada Família
- Coral parroquial Sant Francesc Saverio

També hi ha moltes associacions i escoles musicals de gènere divers.

### Esdeveniments musicals
- Festival musical Nel Nome del Rock
- Palio di S. Agapito
- Fira del lliri, el primer cap de setmana d'agost.
- L'Albatros Città di Palestrina, Premi i Festival per la literatura de viatges; iniciat el 1998, que té lloc durant el mes de juny.
- Fira de la Maduixa

## Fills il·lustres
- Giovanni Pierluigi da Palestrina

## Ciutats agermanades
- Fussen (Alemanya), des del 1972
- Bièvres (Essonne)(França), des del 2008